# Hot Jazz Spring Częstochowa
Hot Jazz Spring Częstochowa – organizowany od 2002 roku polski festiwal jazzowy.
Festiwal istnieje od 2002. Pomysłodawcą i organizatorem był Tadeusz Orgielewski oraz jego zespół Five O’Clock Orchestra.
Festiwal miał różne nazwy w swojej historii. Początkowo, do 2007 roku, działał pod nazwą Festiwal Hot Jazz Spring. W założeniu był poświęcony jazzowi tradycyjnemu, jednak w 2007 roku mecenas imprezy oraz główny organizator jakim jest miasto Częstochowa postanowił rozszerzyć formułę festiwalu o inne gatunki i style jazzu.
Obecnie pełna nazwa festiwalu brzmi Hot Jazz Spring Częstochowa Festiwal Jazzu Tradycyjnego.
Elementem festiwalu jest konkurs Swingujący Kruk przeznaczony dla młodych muzyków. Tradycyjnie istnieje także dzień autorski przygotowywany w całości przez Orgielewskiego.